# Fors landskommun, Södermanland
Fors landskommun var en tidigare kommun i Södermanlands län.

## Administrativ historik
Kommunen inrättades i Fors socken i Västerrekarne härad i Södermanland när 1862 års kommunalförordningar började gälla den 1 januari 1863.
Den 22 februari 1889 inrättades Nyfors municipalsamhälle, som ägde bestånd till utgången av år 1906.
Landskommunen uppgick 1907 i Eskilstuna stad, som 1971 ombildades till Eskilstuna kommun.